# Amatori Catane
Actualités
Amatori Catania est un club de rugby à XV italien basé à Catane participant au Championnat d'Italie de rugby à XV, au plus haut niveau jusqu'en 2007-2008, avant d'être relégué en 2008-2009 en série B.

## Le Club
De 1963 à 1965, l'équipe première participe au championnat de Série C gagnant l'année suivante le droit de participer à la Série B.
Pendant la saison 1969-1970 ils parviennent à obtenir la promotion en Série A, où ils ne restent qu'une année.

Ils réintégrent cette Série A en 1972-1973 et ils s'y maintiennent pendant seize saisons jusqu'en (1987-1988).
Après une saison en Série A2 ils jouent le play-off et ils obtiennent de nouveau la promotion en Série A, où ils évoluent sept années.
À la fin de la saison 1996-1997 c'est de nouveau la rétrogradation en Série A2 puis deux années en Serie B.

Ils réussissent à remonter en Série A2 quatre années plus tard en 2003, avant de rejoindre la série A1 devenue Super 10, soit la compétition majeure disputée en Italie. 
Amatori Catane parvient à se qualifier pour les play-off du championnat pendant la saison 2004-2005, où ils perdent contre Benetton Rugby Trévise.
Un de leurs joueurs, Benjamin de Jager connaît une sélection nationale. 
Ils évoluent au plus haut niveau jusqu'en 2007-2008, avant d'être relégué en 2008-2009 en série B. Après un passage par la Série A2, ils font leur retour en Série 1 en 2018.

## Joueurs célèbres
- André Joubert
- Fabián Turnes
- Andrea Lo Cicero
- Orazio Arancio
- Massimiliano Perziano
- Paul Emerick
- Benjamin de Jager
- Galo Álvarez
- Olivier Sverzut
- Éric Espagno
- Siaki Tukino
- Jean-Baptiste Rué

## Palmarès
- Série A : 2004.